# Liste von Kunstwerken im öffentlichen Raum im Kreis Wesel

Kreis Wesel

Die Liste von Kunstwerken im öffentlichen Raum im Kreis Wesel gibt einen Überblick über Kunst im öffentlichen Raum im Kreis Wesel, darunter Skulpturen, Plastiken, Landmarken und weitere Kunstwerke in Alpen, Dinslaken, Hamminkeln, Hünxe, Kamp-Lintfort, Moers, Neukirchen-Vluyn, Rheinberg, Schermbeck, Sonsbeck, Voerde (Niederrhein), Wesel und Xanten. Es besteht kein Anspruch auf Vollständigkeit.

## Übersicht
- Liste von Kunstwerken im öffentlichen Raum in Alpen
- Liste von Kunstwerken im öffentlichen Raum in Dinslaken
- Liste von Kunstwerken im öffentlichen Raum in Hamminkeln
- Liste von Kunstwerken im öffentlichen Raum in Hünxe
- Liste von Kunstwerken im öffentlichen Raum in Kamp-Lintfort
- Liste von Kunstwerken im öffentlichen Raum in Moers
- Liste von Kunstwerken im öffentlichen Raum in Neukirchen-Vluyn
- Liste von Kunstwerken im öffentlichen Raum in Rheinberg
- Liste von Kunstwerken im öffentlichen Raum in Schermbeck
- Liste von Kunstwerken im öffentlichen Raum in Sonsbeck
- Liste von Kunstwerken im öffentlichen Raum in Voerde (Niederrhein)
- Liste von Kunstwerken im öffentlichen Raum in Wesel
- Liste von Kunstwerken im öffentlichen Raum in Xanten